# Mopala orma
Mopala orma är en fjärilsart som beskrevs av Carl Plötz 1879. Mopala orma ingår i släktet Mopala och familjen tjockhuvuden. Inga underarter finns listade i Catalogue of Life.